# Les Coups pour rien
Pour plus de détails, voir Fiche technique et Distribution.
Les Coups pour rien est un film français réalisé par Pierre Lambert et sorti en 1971.

## Fiche technique
- Titre : Les Coups pour rien
- Réalisation : Pierre Lambert
- Scénario : Louis Duchesne, Pierre Lambert et J. S. Quémeneur, d'après son roman[1]
- Dialogues : J. S. Quémeneur
- Photographie : Claude Saunier
- Son : Jacques Orth
- Montage : Charles Bretoneiche
- Musique : Armand Seggian
- Production : Films René Thévenet - Écho productions - Paris Inter productions
- Pays d'origine :  France
- Durée : 90 minutes
- Date de sortie : France - 6 octobre 1971

## Distribution
- Pierre Brice : Paul
- Yanti Somer : Anita
- Roland Lesaffre : Michel
- Jean Franval : Camenfort
- Tola Koukoui : Abdoul
- Pierre Frottier : Henri
- Katia Bagarry : la barmaid
- Jacques Lefort